# Virelai
Virelai – jeden z typów poezji i muzyki francuskiej, charakterystyczny dla średniowiecza. Wywodzi się on z rond tworzonych przez truwerów. Charakterystyczna dla większości virelais jest forma poetycka o budowie: 3 zwrotki 4-wierszowe i refren 2-wierszowy. Forma muzyczna przyjmuje postać AbbA: część A pełni rolę refrenu i drugiej części zwrotki:
refren           zwrotka            refren
w1w2           w3w4w5w6      w1w2
A                    b b A              A
Występują dwa rodzaje virelai:
- monofoniczne (w typie prostej pieśni),
- polifoniczne.

Wybitnym twórcą virelai był Guillaume de Machaut, który określał je mianem chanson balladé.